# Бенжамен Букпети
Бенжамен Букпети (Лањи сир Марн, 4. август 1981) је тогоански кајакаш на дивљим водама. Рођен је у Француској од мајке Францускиње и оца пореклом из Тогоа. Кајаком је почео да се бави са 10 година, а његов старији брат ја такође кајакаш.
На Олимпијске игре први пут се пласирао 2004. када је успео да уђе у полуфинале, али је на крају такмичење завршио на 18. месту. На својим другим Олимпијским играма освојио је бронзану медаљу, уједно и прву олимпијску медаљу за Того. За Олимпијске игре 2012. није успео да се квалификује али је добио позивницу. Опет се нашао у финалу, али овај пут се пласирао на десето место.